# Kõpu (Hiiumaa)
Kõpu (Duits: Köppo) is een plaats in de Estlandse gemeente Hiiumaa, provincie Hiiumaa. De plaats heeft de status van dorp (Estisch: küla).
Kõpu lag tot in oktober 2013 in de gemeente Kõrgessaare, daarna tot in oktober 2017 in de gemeente Hiiu en sindsdien in de fusiegemeente Hiiumaa.

## Bevolking
Het dorp had 35 inwoners op 31 december 2011 en 34 inwoners op 31 december 2021.

## Geografie
Het dorp ligt in het centrum van een schiereiland dat ook Kõpu heet. Het is vooral bekend door de vuurtoren van Kõpu, die overigens eigenlijk op het grondgebied van het buurdorp Mägipe ligt. De vuurtoren is een belangrijke toeristische attractie.